# ジョー・コロナ
ジョー・ベニー・コロナ・クレスピン（Joe Benny Corona Crespin、1990年7月9日 - ）は、アメリカ合衆国・カリフォルニア州ロサンゼルス出身のプロサッカー選手。ポジションはMF。

## 経歴

### 初期
ロサンゼルスにて、メキシコ出身の父とエルサルバドル出身の母との間に生まれた。幼少期にメキシコのティフアナに移住し、中学卒業後にふたたびカリフォルニアに戻りサンディエゴの高校に進学した。高校卒業後はサンディエゴ州立大学に進学し、同大学のサッカー部でプレー。

### クラブ
クラブ・ティフアナでプロデビュー。
2015年6月、ティブロネス・ロホス・デ・ベラクルスにレンタル移籍。
2017年12月13日、クラブ・アメリカにレンタル移籍。

## 代表歴
コロナはその出自からアメリカ合衆国代表の他、メキシコ代表とエルサルバドル代表のいずれかを選ぶことが出来た。2011年パンアメリカン競技大会前にU22メキシコ代表の試合に出場したが、親善試合のため代表変更の可能性は残されていた。
その後アメリカ合衆国代表への変更を決断。2012年ロンドン五輪予選のキューバ戦でハットトリックを達成。最終戦のエルサルバドル戦でも1ゴールをマークしたが、チームは予選敗退に終わった。
2012年5月、スコットランド代表とのフレンドリーマッチで、68分から途中出場しフル代表デビュー。2012年10月、2014 FIFAワールドカップ・北中米カリブ海予選のグアテマラ戦に出場したことで代表変更の可能性が消滅した。

### ゴール
2017年7月15日現在 
| No | 開催日        | 開催地         | 対戦国         | スコア | 最終結果 | 試合概要                    |
| -- | ------------- | -------------- | -------------- | ------ | -------- | --------------------------- |
| 1. | 2013年7月13日 | サンディ       | キューバ       | 2–1    | 4–1      | 2013 CONCACAFゴールドカップ |
| 2. | 2013年7月21日 | ボルチモア     | エルサルバドル | 2–0    | 5–1      | 2013 CONCACAFゴールドカップ |
| 3. | 2017年7月15日 | クリーブランド | ニカラグア     | 1–0    | 3–0      | 2017 CONCACAFゴールドカップ |

## タイトル
ティフアナ
- リーガMX: 2012アペルトゥーラ

クラブ・アメリカ
- リーガMX: 2018アペルトゥーラ

アメリカ合衆国代表
- CONCACAFゴールドカップ: 2013, 2017